# اندرو دابلیو. ملون
اندرو ویلیام ملون (انگلیسی: Andrew William Mellon؛ زاده ۲۴ مارس ۱۸۵۵ درگذشته ۲۶ اوت ۱۹۳۷) یک بانکدار، کارآفرین، صنعتگر، نیکوکار، جمع‌کنندهٔ آثار هنری اهل ایالات متحده آمریکا، سفیر ایالات متحده در انگلستان و وزیر خزانه‌داری ایالات متحده آمریکا از ۴ مارس ۱۹۲۱ تا ۳۱ فوریه ۱۹۳۲، از خانوادهٔ مرفه ملون در پنسیلوانیا بود.

## آغاز زندگی
ملون در پیتسبرگ در ۲۴ مارس ۱۸۵۵ متولد شد. نام او در سرشماری ۱۸۶۰ تحت عنوان «ویلیام اِی ملون» ثبت شده است. پدر او توماس ملون، یک بانکدار، قاضی و فردی اسکاتلندی- ایرلندی بود که از کانتی تیرون، ایرلند به ایالات متحده مهاجرت کرده بود؛ مادر او سارا جین نیگلی ملون بود. او دارای سه برادر بزرگ‌تر از خود، توماس اِی، جیمز آر و ساموئل، و یک برادر کوچک‌تر به نام ریچارد بی ملون بود. او در دانشگاه غربی پنسیلوانیا (دانشگاه پیتسبرگ فعلی) تحصیل می‌کرد و پیش از فارغ التحصیل آنجا را ترک کرد.

## نابغهٔ مالی
ملون خیلی زود توانایی خود در مالی را بروز داد. پدرش در ۱۸۷۲ او را به تجارت الوار و زغال سنگ واداشت؛ کسب و کاری را که او خیلی زود به رونق رساند. سپس در ۱۸۸۰ به بانک پدرش، تی. ملون و پسران پیوست و دو سال بعد مالکیت بانک به او منتقل شد. در ۱۸۸۹، ملون به تشکیل اتحادیهٔ شرکت امنا و اتحادیهٔ بانک‌های پس‌انداز در پیتسبرگ یاری رساند. او همچنین در صنایع متنوعی از قبیل نفت، فولاد، کشتی‌سازی، و ساخت و ساز نیز فعالیت می‌کرد.